# شهر پورت فیلیپ
شهر پورت فیلیپ (به انگلیسی: City of Port Phillip) یک منطقهٔ مسکونی در استرالیا است که در ویکتوریا (استرالیا) واقع شده‌است.